# 2010-es labdarúgó-világbajnokság (F csoport)
A 2010-es labdarúgó-világbajnokság F csoportjának mérkőzéseit 2010. június 14-étól 24-éig játszották. A csoportban a négyszeres világbajnok Olaszország, valamint Paraguay, Új-Zéland és Szlovákia szerepelt. A csoportból az első két helyezett jutott tovább az egyenes kieséses szakaszba. Az első helyezett a E csoport második helyezettjével, míg a második helyezett a E csoport győztesével mérkőzik a negyeddöntőbe jutásért.
A csoportból Paraguay és Szlovákia jutott tovább. A mérkőzéseken 13 gól esett.
A válogatottak helyezései a FIFA-világranglistán, 2009. november 20. óta:
| Csapat      | 2009. nov. 20. | 2009. dec. 16. | 2010. febr. 3. | 2010. márc. 3. | 2010. márc. 31. | 2010. ápr. 28. | 2010. máj. 26. |
| ----------- | -------------- | -------------- | -------------- | -------------- | --------------- | -------------- | -------------- |
| Olaszország | 4.             | 4.             | 4.             | 4.             | 5.              | 5.             | 5.             |
| Paraguay    | 30.            | 29.            | 29.            | 29.            | 23.             | 30.            | 31.            |
| Új-Zéland   | 77.            | 82.            | 79.            | 80.            | 79.             | 78.            | 78.            |
| Szlovákia   | 34.            | 33.            | 36.            | 31.            | 33.             | 38.            | 34.            |

## Tabella
| Hely. | Csapat      | M | Gy | D | V | G+ | G– | Gk | P | Továbbjutás                                |
| ----- | ----------- | - | -- | - | - | -- | -- | -- | - | ------------------------------------------ |
| 1.    | Paraguay    | 3 | 1  | 2 | 0 | 3  | 1  | +2 | 5 | Továbbjutott az egyenes kieséses szakaszba |
| 2.    | Szlovákia   | 3 | 1  | 1 | 1 | 4  | 5  | −1 | 4 | Továbbjutott az egyenes kieséses szakaszba |
| 3.    | Új-Zéland   | 3 | 0  | 3 | 0 | 2  | 2  | 0  | 3 |                                            |
| 4.    | Olaszország | 3 | 0  | 2 | 1 | 4  | 5  | −1 | 2 |                                            |

## Mérkőzések

### Olaszország–Paraguay
| 2010. június 14. 20.30 (UTC+2) |

| Olaszország  | 1–1               | Paraguay    |
| ------------ | ----------------- | ----------- |
| de Rossi 63' | (0–1) Jegyzőkönyv | Alcaraz 39' |

| Green Point Stadion, Fokváros Nézőszám: 62 869 Játékvezető: Benito Archundia (mexikói) |

| Olaszország | Paraguay |

| OLASZORSZÁG:         |    |                    |     |     |
|                      |    |                    |     |     |
| K                    | 1  | Gianluigi Buffon   |     | 46' |
| V                    | 3  | Domenico Criscito  |     |     |
| V                    | 4  | Giorgio Chiellini  |     |     |
| V                    | 5  | Fabio Cannavaro    |     |     |
| V                    | 19 | Gianluca Zambrotta |     |     |
| KP                   | 6  | Daniele de Rossi   |     |     |
| KP                   | 7  | Simone Pepe        |     |     |
| KP                   | 15 | Claudio Marchisio  |     | 59' |
| KP                   | 22 | Riccardo Montolivo |     |     |
| CS                   | 9  | Vincenzo Iaquinta  |     |     |
| CS                   | 11 | Alberto Gilardino  |     | 72' |
| Cserék:              |    |                    |     |     |
| K                    | 12 | Federico Marchetti |     | 46' |
| KP                   | 16 | Mauro Camoranesi   | 70' | 59' |
| CS                   | 10 | Antonio di Natale  |     | 72' |
| Szövetségi kapitány: |    |                    |     |     |
| Marcello Lippi       |    |                    |     |     |

| PARAGUAY:            |    |                  |     |     |
|                      |    |                  |     |     |
| K                    | 1  | Justo Villar     |     |     |
| V                    | 3  | Claudio Morel    |     |     |
| V                    | 6  | Carlos Bonet     |     |     |
| V                    | 14 | Paulo da Silva   |     |     |
| V                    | 17 | Aureliano Torres |     | 60' |
| V                    | 21 | Antolín Alcaraz  |     |     |
| KP                   | 13 | Enrique Vera     |     |     |
| KP                   | 15 | Víctor Cáceres   | 62' |     |
| KP                   | 16 | Cristian Riveros |     |     |
| CS                   | 18 | Nelson Valdez    |     | 68' |
| CS                   | 19 | Lucas Barrios    |     | 76' |
| Cserék:              |    |                  |     |     |
| KP                   | 11 | Jonathan Santana |     | 60' |
| CS                   | 9  | Roque Santa Cruz |     | 68' |
| CS                   | 7  | Oscar Cardozo    |     | 76' |
| Szövetségi kapitány: |    |                  |     |     |
| Gerardo Martino      |    |                  |     |     |

| A mérkőzés játékosa: Antolín Alcaraz Asszisztensek: Héctor Vergara Marvin Torrentera Negyedik számú játékvezető: Joel Aguilar Ötödik számú játékvezető: Juan Zumba |

### Új-Zéland–Szlovákia
| 2010. június 15. 13.30 (UTC+2) |

| Új-Zéland  | 1–1               | Szlovákia  |
| ---------- | ----------------- | ---------- |
| Reid 90+3' | (0–0) Jegyzőkönyv | Vittek 50' |

| Royal Bafokeng Stadion, Rustenburg Nézőszám: 23 871 Játékvezető: Jerome Damon (dél-afrikai) |

| Új-Zéland | Szlovákia |

| ÚJ-ZÉLAND:           |    |                 |       |     |
|                      |    |                 |       |     |
| K                    | 1  | Mark Paston     |       |     |
| JV                   | 4  | Winston Reid    | 90+3' |     |
| KV                   | 6  | Ryan Nelsen     |       |     |
| KV                   | 5  | Ivan Vicelich   |       | 78' |
| BV                   | 19 | Tommy Smith     |       |     |
| KP                   | 7  | Simon Elliott   |       |     |
| JKP                  | 11 | Leo Bertos      |       |     |
| BKP                  | 3  | Tony Lochhead   | 42'   |     |
| BSZ                  | 10 | Chris Killen    |       | 72' |
| JSZ                  | 14 | Rory Fallon     |       |     |
| KCS                  | 9  | Shane Smeltz    |       |     |
| Cserék:              |    |                 |       |     |
| CS                   | 20 | Chris Wood      |       | 72' |
| KP                   | 21 | Jeremy Christie |       | 78' |
| Szövetségi kapitány: |    |                 |       |     |
| Ricki Herbert        |    |                 |       |     |

| SZLOVÁKIA:           |    |                   |     |       |
|                      |    |                   |     |       |
| K                    | 1  | Ján Mucha         |     |       |
| BV                   | 4  | Marek Čech        |     |       |
| KV                   | 3  | Martin Škrtel     |     |       |
| KV                   | 16 | Ján Ďurica        |     |       |
| JV                   | 5  | Radoslav Zabavník |     |       |
| VKP                  | 6  | Zdeno Štrba       | 55' |       |
| JKP                  | 7  | Vladimír Weiss    |     | 90+1' |
| KP                   | 9  | Stanislav Šesták  |     | 81'   |
| BKP                  | 17 | Marek Hamšík      |     |       |
| CS                   | 11 | Róbert Vittek     |     | 84'   |
| CS                   | 18 | Erik Jendrišek    |     |       |
| Cserék:              |    |                   |     |       |
| CS                   | 13 | Filip Hološko     |     | 81'   |
| KP                   | 15 | Miroslav Stoch    |     | 84'   |
| KP                   | 19 | Juraj Kucka       |     | 90+1' |
| Szövetségi kapitány: |    |                   |     |       |
| Vladimír Weiss       |    |                   |     |       |

| A mérkőzés játékosa: Róbert Vittek Asszisztensek: Celestin Ntagungira Enock Molefe Negyedik számú játékvezető: Ravshan Ermatov Ötödik számú játékvezető: Rafael Ilyasov |

### Szlovákia–Paraguay
| 2010. június 20. 13.30 (UTC+2) |

| Szlovákia | 0–2               | Paraguay             |
| --------- | ----------------- | -------------------- |
|           | (0–1) Jegyzőkönyv | Vera 27' Riveros 86' |

| Free State Stadion, Bloemfontein Nézőszám: 26 643 Játékvezető: Eddy Maillet (Seychelle-szigeteki) |

| Szlovákia | Paraguay |

| SZLOVÁKIA:           |    |                  |     |     |
|                      |    |                  |     |     |
| GK                   | 1  | Ján Mucha        |     |     |
| RB                   | 2  | Peter Pekarík    |     |     |
| CB                   | 3  | Martin Škrtel    |     |     |
| CB                   | 21 | Saláta Kornél    |     | 83' |
| LB                   | 16 | Ján Ďurica       | 42' |     |
| DM                   | 6  | Zdeno Štrba      |     |     |
| CM                   | 17 | Marek Hamšík     |     |     |
| RW                   | 9  | Stanislav Šesták | 47' | 70' |
| LW                   | 7  | Vladimír Weiss   | 84' |     |
| SS                   | 8  | Ján Kozák        |     |     |
| CF                   | 11 | Róbert Vittek    |     |     |
| Cserék:              |    |                  |     |     |
| FW                   | 13 | Filip Hološko    |     | 70' |
| MF                   | 15 | Miroslav Stoch   |     | 83' |
| Szövetségi kapitány: |    |                  |     |     |
| Vladimír Weiss       |    |                  |     |     |

| PARAGUAY:            |    |                  |     |     |
|                      |    |                  |     |     |
| GK                   | 1  | Justo Villar     |     |     |
| RB                   | 6  | Carlos Bonet     |     |     |
| CB                   | 14 | Paulo da Silva   |     |     |
| CB                   | 21 | Antolín Alcaraz  |     |     |
| LB                   | 3  | Claudio Morel    |     |     |
| DM                   | 15 | Víctor Cáceres   |     |     |
| CM                   | 13 | Enrique Vera     | 45' | 88' |
| CM                   | 16 | Cristian Riveros |     |     |
| AM                   | 18 | Nelson Valdez    |     | 68' |
| SS                   | 9  | Roque Santa Cruz |     |     |
| CF                   | 19 | Lucas Barrios    |     | 82' |
| Cserék:              |    |                  |     |     |
| DF                   | 17 | Aureliano Torres |     | 68' |
| FW                   | 7  | Óscar Cardozo    |     | 82' |
| MF                   | 8  | Édgar Barreto    |     | 88' |
| Szövetségi kapitány: |    |                  |     |     |
| Gerardo Martino      |    |                  |     |     |

| A mérkőzés játékosa: Enrique Vera Asstisztensek: Evarist Menkouande Besír Haszáni Negyedik számú játékvezető: Joel Aguilar Ötödik számú játékvezető: Juan Zumba |

### Olaszország–Új-Zéland
| 2010. június 20. 16.00 (UTC+2) |

| Olaszország             | 1–1               | Új-Zéland |
| ----------------------- | ----------------- | --------- |
| Iaquinta 29' (11-esből) | (1–1) Jegyzőkönyv | Smeltz 7' |

| Mbombela Stadion, Mbombela Nézőszám: 38 229 Játékvezető: Carlos Batres (guatemalai) |

| Olaszország | Új-Zéland |

| OLASZORSZÁG:         |    |                    |  |     |
|                      |    |                    |  |     |
| GK                   | 12 | Federico Marchetti |  |     |
| RB                   | 19 | Gianluca Zambrotta |  |     |
| CB                   | 5  | Fabio Cannavaro    |  |     |
| CB                   | 4  | Giorgio Chiellini  |  |     |
| LB                   | 3  | Domenico Criscito  |  |     |
| DM                   | 6  | Daniele de Rossi   |  |     |
| DM                   | 22 | Riccardo Montolivo |  |     |
| CM                   | 15 | Claudio Marchisio  |  | 61' |
| RW                   | 7  | Simone Pepe        |  | 46' |
| LW                   | 9  | Vincenzo Iaquinta  |  |     |
| CF                   | 11 | Alberto Gilardino  |  | 46' |
| Cserék:              |    |                    |  |     |
| MF                   | 16 | Mauro Camoranesi   |  | 46' |
| FW                   | 10 | Antonio di Natale  |  | 46' |
| FW                   | 20 | Giampaolo Pazzini  |  | 61' |
| Szövetségi kapitány: |    |                    |  |     |
| Marcello Lippi       |    |                    |  |     |

| ÚJ-ZÉLAND:           |    |                 |     |       |
|                      |    |                 |     |       |
| GK                   | 1  | Mark Paston     |     |       |
| RB                   | 4  | Winston Reid    |     |       |
| CB                   | 6  | Ryan Nelsen     | 87' |       |
| CB                   | 5  | Ivan Vicelich   |     | 80'   |
| LB                   | 19 | Tommy Smith     | 28' |       |
| RM                   | 11 | Leo Bertos      |     |       |
| CM                   | 7  | Simon Elliott   |     |       |
| LM                   | 3  | Tony Lochhead   |     |       |
| RW                   | 14 | Rory Fallon     | 14' | 62'   |
| LW                   | 10 | Chris Killen    |     | 90+3' |
| CF                   | 9  | Shane Smeltz    |     |       |
| Cserék:              |    |                 |     |       |
| FW                   | 20 | Chris Wood      |     | 62'   |
| MF                   | 21 | Jeremy Christie |     | 80'   |
| MF                   | 13 | Andrew Barron   |     | 90+3' |
| Szövetségi kapitány: |    |                 |     |       |
| Ricki Herbert        |    |                 |     |       |

| A mérkőzés játékosa: Daniele de Rossi Asszisztensek: Leonel Leal Carlos Pastrana Negyedik számú játékvezető: Koman Coulibaly Ötödik számú játékvezető: Redván Ásik |

### Szlovákia–Olaszország
| 2010. június 24. 16.00 (UTC+2) |

| Szlovákia                  | 3–2               | Olaszország                      |
| -------------------------- | ----------------- | -------------------------------- |
| Vittek 25' 73' Kopúnek 89' | (1–0) Jegyzőkönyv | di Natale 81' Quagliarella 90+2' |

| Ellis Park Stadion, Johannesburg Nézőszám: 53 412 Játékvezető: Howard Webb (angol) |

| Szlovákia | Olaszország |

| SZLOVÁKIA:           |    |                   |     |       |
|                      |    |                   |     |       |
| GK                   | 1  | Ján Mucha         | 82' |       |
| RB                   | 2  | Peter Pekarík     | 50' |       |
| CB                   | 3  | Martin Škrtel     |     |       |
| CB                   | 16 | Ján Ďurica        |     |       |
| LB                   | 5  | Radoslav Zabavník |     |       |
| DM                   | 6  | Zdeno Štrba       | 16' | 86'   |
| DM                   | 19 | Juraj Kucka       |     |       |
| RM                   | 17 | Marek Hamšík      |     |       |
| LM                   | 15 | Miroslav Stoch    |     |       |
| SS                   | 11 | Róbert Vittek     | 40' | 90+2' |
| CF                   | 18 | Erik Jendrišek    |     | 90+4' |
| Cserék:              |    |                   |     |       |
| MF                   | 20 | Kamil Kopúnek     |     | 86'   |
| MF                   | 9  | Stanislav Šesták  |     | 90+2' |
| DF                   | 22 | Martin Petráš     |     | 90+4' |
| Szövetségi kapitány: |    |                   |     |       |
| Vladimír Weiss       |    |                   |     |       |

| OLASZORSZÁG:         |    |                    |     |     |
|                      |    |                    |     |     |
| GK                   | 12 | Federico Marchetti |     |     |
| RB                   | 19 | Gianluca Zambrotta |     |     |
| CB                   | 5  | Fabio Cannavaro    | 31' |     |
| CB                   | 4  | Giorgio Chiellini  | 67' |     |
| LB                   | 3  | Domenico Criscito  |     | 46' |
| DM                   | 6  | Daniele de Rossi   |     |     |
| CM                   | 8  | Gennaro Gattuso    |     | 46' |
| CM                   | 22 | Riccardo Montolivo |     | 56' |
| RW                   | 7  | Simone Pepe        | 76' |     |
| LW                   | 10 | Antonio di Natale  |     |     |
| CF                   | 9  | Vincenzo Iaquinta  |     |     |
| Cserék:              |    |                    |     |     |
| DF                   | 2  | Christian Maggio   |     | 46' |
| FW                   | 18 | Fabio Quagliarella | 83' | 46' |
| MF                   | 21 | Andrea Pirlo       |     | 56' |
| Szövetségi kapitány: |    |                    |     |     |
| Marcello Lippi       |    |                    |     |     |

| A mérkőzés játékosa: Róbert Vittek Asszisztensek: Darren Cann Michael Mullarkey Negyedik számú játékvezető: Stephane Lannoy Ötödik számú játékvezető: Eric Dansault |

### Paraguay–Új-Zéland
| 2010. június 24. 16.00 (UTC+2) |

| Paraguay | 0–0         | Új-Zéland |
| -------- | ----------- | --------- |
|          | Jegyzőkönyv |           |

| Peter Mokaba Stadion, Polokwane Nézőszám: 34 850 Játékvezető: Nisimura Júicsi (japán) |

| Paraguay | Új-Zéland |

| PARAGUAY:            |    |                  |     |     |
|                      |    |                  |     |     |
| GK                   | 1  | Justo Villar     |     |     |
| RB                   | 4  | Denis Caniza     |     |     |
| CB                   | 5  | Julio Cáceres    |     |     |
| CB                   | 14 | Paulo da Silva   |     |     |
| LB                   | 3  | Claudio Morel    |     |     |
| DM                   | 15 | Víctor Cáceres   | 10' |     |
| CM                   | 16 | Cristian Riveros |     |     |
| CM                   | 13 | Enrique Vera     |     |     |
| SS                   | 9  | Roque Santa Cruz | 41' |     |
| SS                   | 18 | Nelson Valdez    |     | 65' |
| CF                   | 7  | Óscar Cardozo    |     | 65' |
| Cserék:              |    |                  |     |     |
| FW                   | 10 | Édgar Benítez    |     | 65' |
| FW                   | 19 | Lucas Barrios    |     | 65' |
| Szövetségi kapitány: |    |                  |     |     |
| Gerardo Martino      |    |                  |     |     |

| ÚJ-ZÉLAND:           |    |                |     |     |
|                      |    |                |     |     |
| GK                   | 1  | Mark Paston    |     |     |
| RCB                  | 4  | Winston Reid   |     |     |
| CB                   | 6  | Ryan Nelsen    | 56' |     |
| LCB                  | 19 | Tommy Smith    |     |     |
| DM                   | 7  | Simon Elliott  |     |     |
| DM                   | 5  | Ivan Vicelich  |     |     |
| LM                   | 3  | Tony Lochhead  |     |     |
| RW                   | 11 | Leo Bertos     |     |     |
| SS                   | 10 | Chris Killen   |     | 78' |
| SS                   | 9  | Shane Smeltz   |     |     |
| CF                   | 14 | Rory Fallon    |     | 68' |
| Cserék:              |    |                |     |     |
| FW                   | 20 | Chris Wood     |     | 68' |
| MF                   | 22 | Jeremy Brockie |     | 78' |
| Szövetségi kapitány: |    |                |     |     |
| Ricki Herbert        |    |                |     |     |

| A mérkőzés játékosa: Roque Santa Cruz Asszisztensek: Szagara Tóru Csong Heszang Negyedik számú játékvezető: Koman Coulibaly Ötödik számú játékvezető: Inacio Manuel Candido |